# Battaglia dell'Ager Falernus
La battaglia dell'Ager Falernus (o dell'Agro Falerno) fu uno scontro minore durante la seconda guerra punica tra l'esercito romano e quello cartaginese.
Dopo la battaglia del lago Trasimeno, l'esercito cartaginese entrò per errore all'interno della valle dell'Agro Falerno, dove l'esercito guidato da Quinto Fabio Massimo lo intrappolò, bloccando le uscite dalla valle. Con un geniale stratagemma, Annibale riuscì ad eludere i posti di guardi romani e a far fuggire il proprio esercito.

## Contesto storico

### Esercito Cartaginese
Con la vittoria al lago Trasimeno, nulla più ostacolava la marcia di Annibale nell'Italia centrale: l'esercito consolare a protezione di Roma era appena stato distrutto ed il suo console, Gaio Flaminio, ucciso in battaglia, mentre l'altro esercito, guidato da Gneo Servilio Gemino, era ad Ariminum a proteggere la Pianura Padana dalle scorribande dei Galli. Inoltre, quest'ultimo esercito aveva perso la maggior parte della sua cavalleria in un'imboscata tesa dal luogotenente di Annibale, Maarbale, vicino ad Assisi, immediatamente dopo la battaglia del Lago Trasimeno. Roma ed i suoi alleati erano completamente indifesi.
Tuttavia, Annibale scelse di non marciare su Roma dopo la vittoria del Trasimeno. Piuttosto, decise di marciare a sud-est, in Umbria, attraverso Perugia. Tito Livio accenna anche ad un fallito assedio di Spoleto, una colonia latina, mentre Polibio non ne fa menzione, facendo pensare che solo una piccola avanguardia avesse effettivamente attaccato la colonia.
Annibale ordinò ai suoi uomini di uccidere tutti gli uomini in età di leva incontrati nella marcia attraverso il Piceno verso la costa adriatica, raggiunta 10 giorni dopo aver lasciato il Lago Trasimeno. Qui Annibale fece riposare il suo esercito, ammalato di scorbuto, rifornì le truppe libiche con l'equipaggiamento romano catturato e, utilizzando vino locale di bassa qualità (acetum) come un unguento, riportò in salute i cavalli della cavalleria.

### Repubblica Romana
Panico e disordine si diffusero tra la popolazione di Roma quando le voci sullo scontro de Trasimeno furono confermate dal pretore Marco Pomponio, che annunciò nel Foro la sconfitta, dicendo: "Siamo stati sconfitti in una grande battaglia". Il Senato si riunì per tre interi giorni per decidere come agire, fino a che la notizia della sconfitta della cavalleria romana da parte di Maarbale giunse in città. Vista la gravità della situazione, si decise di eleggere un dittatore per coordinare le difese della città e riorganizzare l'esercito. Normalmente un dittatore veniva scelto dai consoli, ma viste le circostanze (Gemino era ad Ariminium e Flaminio era recentemente caduto in battaglia), fu il Senato stesso a proclamare il nuovo dittatore.
Fu eletto Quinto Fabio Massimo Verrucoso, un Senatore patrizio della famiglia dei Fabi, dal passato più che ammirevole: aveva combattuto nella prima guerra punica, ed era stato eletto console nel 233 e 228 a.C., censore nel 230 a.C., e gli era stato concesso il trionfo per le sue vittorie sui Liguri. Sebbene la scelta del proprio luogotenente, il "magister equitum", solitamente spettasse al dittatore, in questo caso, con un gesto piuttosto insolito, gli fu affiancato dal Senato Marco Minucio Rufo, un plebeo precedentemente console nel 221 a.C.
Convinto che la causa della sconfitta del Trasimeno fosse da ricercare nella collera degli dei, dovuta ad alcune inadempienze religiose e civili da parte del console Flaminio, Fabio prestò meticolosa attenzione nel seguire correttamente i rituali previsti dalla religione e dalla legge. Inoltre, fece sì che il Senato consultasse i Libri Sibillini e che appuntasse un pretore a gestire i sacrifici per placare la collera degli dei.Terminati i doveri religiosi, Fabio si mise quindi a prepararsi per la discesa di Annibale nel Lazio, seppur non conoscesse la sua posizione o le sue intenzioni.
I preparativi furono notevoli: fece riparare le mura cittadine; fece evacuare le città sprovviste di mura e ricollocò i loro abitanti in centri fortificati; fece abbattere vari ponti per limitare la mobilità dei Cartaginesi, semmai fossero entrati nel Lazio; richiamò l'esercito consolare da Ariminum e assegnò a Minucio il compito di reclutare due nuove legioni e i corrispettivi ausiliari, da tenere di stanza a Tivoli per il momento. Fatto ciò, il dittatore lasciò Roma, prese il comando dell'esercito di Servilio vicino a Narni, o poche miglia a sud di Otricoli,  poi si unì all'esercito di Minucio a Tivoli e marciò lungo la Via Appia in direzione della Puglia. Servilio fu inviato a comandare la flotta ad Ostia con il grado di proconsole. 

## Antefatti

### La strategia fabiana

Percorso di Annibale nella fase iniziale della guerra

Mentre Fabio riorganizzava la situazione a Roma, Annibale scendeva lungo la costa adriatica, devastando il territorio al suo passaggio. Fabio partì al suo inseguimento ed i due eserciti presto si incontrarono. Vicino alla città di Arpi, l'esercito romano entrò in contatto con l'esercito cartaginese e si accampò ad Aecae, l'attuale Troia di Puglia, a sei miglia di distanza dall'accampamento cartaginese. Annibale schierò il suo esercito in formazione di battaglia ma Fabio ignorò l'offerta, decidendo di non uscire dall'accampamento.
Nei mesi successivi Fabio impiegò la stessa strategia, poi passata alla storia come "strategia fabiana" e che gli valse il titolo di "Temporeggiatore". A prescindere dalle provocazioni cartaginesi, Fabio si rifiutò sempre di scendere in battaglia, spostandosi sempre su terreni scoscesi per limitare l'efficacia della cavalleria cartaginese e frapponendosi tra l'esercito di Annibale e la città di Roma, in modo che quest'ultimo fosse sempre costretto ad uno scontro sfavorevole se avesse avuto intenzione di raggiungere la città. L'esercito romano cercò di accamparsi su terreni che difficilmente sarebbero stati attaccati dai Cartaginesi e si assicurò una linea di rifornimenti stabile, facendo scortare gli addetti alle provvigioni da unità di cavalleria e fanteria. I foraggiatori cartaginesi e le unità temporaneamente separate dal corpo principale dell'esercito nemico venivano abbattuti quando possibile.
Agendo in questo modo, Fabio lasciava la piena iniziativa in mano ad Annibale, che poteva distruggere e razziare le proprietà romane della penisola, ma garantiva che il proprio esercito crescesse in esperienza e confidenza, senza che preziose risorsero venissero sprecate in una battaglia campale, che ai Romani sarebbe stata sfavorevole.

### Cartaginesi nell'Agro Falerno

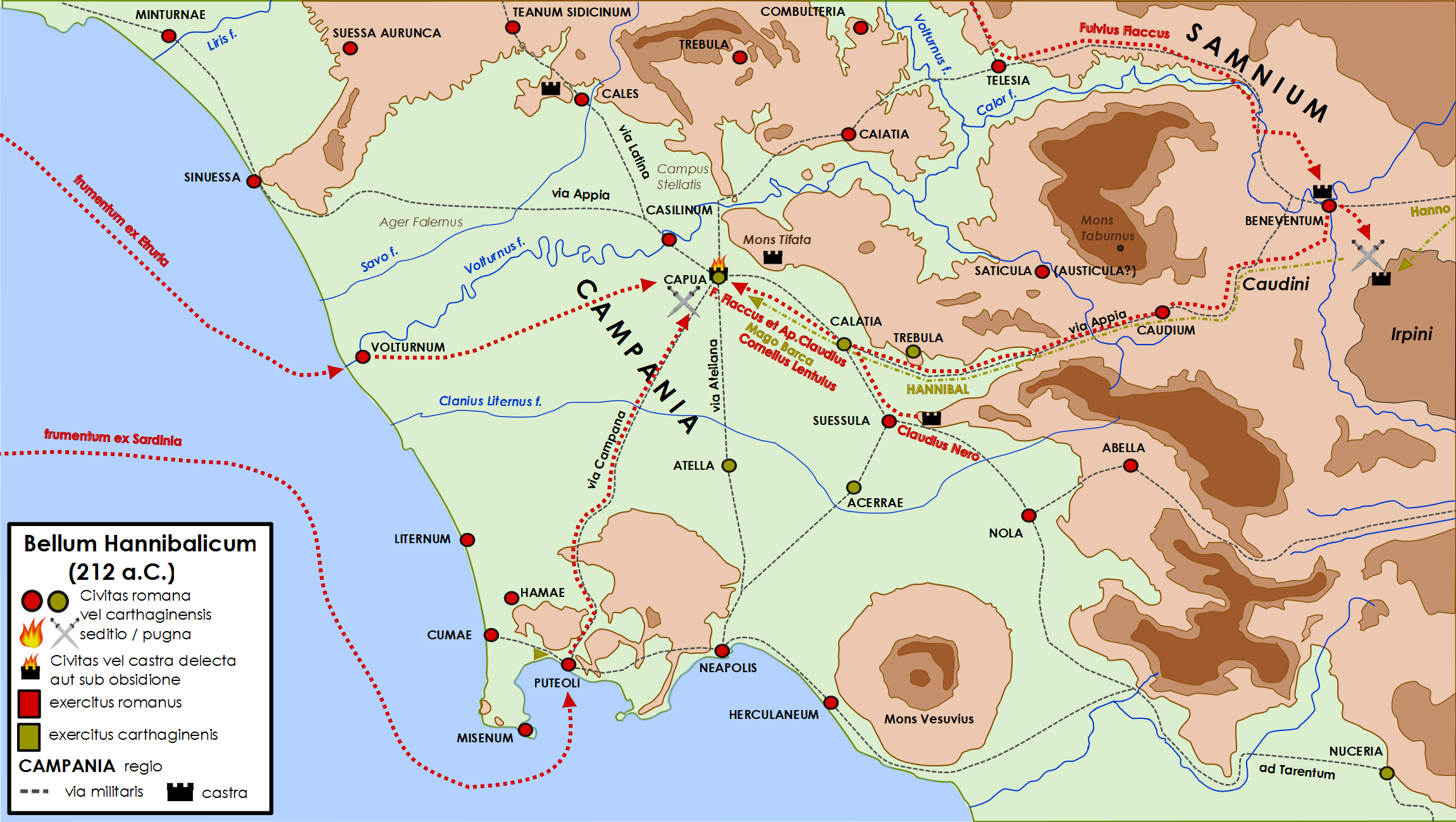
Campagna di Annibale del 212 a.C. È possibile notare a nord la zona dell'Ager Falernus

Dopo aver lasciato Arpi, Annibale marciò a ovest nel Sannio, per poi trasferirsi a Benevento, devastando le campagne circostanti. Fabio seguì cautamente i Cartaginesi mantenendosi sulle alture. Da Benevento, che aveva chiuso le porte ad Annibale, i Cartaginesi si spostarono a nord per catturare una città chiamata Venosia o Telesia. Da questo luogo Annibale si diresse a sud-ovest verso l'Agro Falerno, una fertile pianura fluviale che si trovava a sud del Lazio e a nord di Capua. 
Dopo essere passato per Alife, Caiazzo, attraversando il fiume Volturno fino a Cales, e poi scendendo lungo la pianura, i Cartaginesi arrivarono finalmente vicino a Casilinum. Per tutta l'estate Annibale lasciò che i suoi uomini razziassero la pianura e facessero scorta di provviste, animali e tesori vari, senza preoccuparsi minimamente delle forze romane. Annibale si era avventato in una potenziale trappola perché le sue guide italiche avevano scambiato Casinum (Cassino, in Lazio) per Casilinum (il porto fluviale di Capua), o forse perché alcuni prigionieri campani avevano suggerito che Capua avrebbe potuto disertare una volta che i Cartaginesi avessero raggiunto la Campania, cosa che in questo frangente non si realizzò. Era stato anche suggerito che Annibale avesse invaso l'Agro Falerno per mostrare agli italici l'incapacità dei romani di difendere le proprie proprietà, dopo aver fallito nel convincere Fabio a combattere direttamente. Essendo a nord del Volturno, con tutti i ponti saldamente in mano romana, delle otto vie d'uscita dalla valle, solo tre erano davvero percorribili per i Cartaginesi. Fabio colse questa opportunità e intrappolò l'esercito cartaginese.

### Annibale in trappola
Fabio rinforzò innanzitutto le guarnigioni di Casilinum, che sorvegliava uno di questi ponti, e di Cales, all'ingresso dell'Agro Falerno. Minucio si posizionò a nord della pianura per controllare con un contingente sia la via Latina sia la via Appia, mentre presidiava anche Teano. Il principale esercito romano si accampò vicino al monte Massico, a nord di Minucio, pronto a sostenerlo se necessario. Un gruppo di 4 000 soldati fu inviato a sorvegliare i passi del Monte Callicula, a est dell'Agro Falerno e vicino ad Alife, uno dei possibili passi attraverso i quali Annibale avrebbe potuto lasciare la pianura. Pertanto, le truppe romane bloccarono i Cartaginesi nella pianura, intrappolandoli. L'unica opzione per uscire dalla pianura era attaccare direttamente una delle postazioni di guardia romane e l'unica variabile era il momento in cui Annibale avrebbe deciso di attaccare, se prima o dopo che le sue scorte si fossero esaurite. Fabio si era assicurato la migliore situazione possibile per Roma: a suo avviso, tutto ciò che i Romani ora dovevano fare era aspettare che i Cartaginesi finissero le scorte per poi vederli costretti a prendere misure drastiche.
Dopo aver bloccato tutte le possibili strade che Annibale poteva prendere per lasciare la pianura, Fabio rimase a osservare l'esercito cartaginese, senza ingaggiare una battaglia campale. Con questa strategia Fabio mantenne al sicuro il suo esercito, ma la sua immagine a Roma cominciò a offuscarsi. I suoi ufficiali ed il Senato chiesero che intervenisse immediatamente per distruggere i Cartaginesi, ormai intrappolati, ma lui non si mosse. A confermare la correttezza della valutazione di Fabio fu un episodio: Lucio Ostilio Mancino e la sua unità di cavalieri, mandati in ricognizione, osarono ingaggiare i Cartaginesi e furono annientati dalla cavalleria punica, al comando di Cartalo. Nel frattempo, il dittatore si era recato a Roma per svolgere alcune cerimonie religiose, anche se pare che il reale motivo della visita nell'Urbe fossero i ricchi latifondisti romani, che vedevano le loro proprietà nell'Agro Falerno distrutte da Annibale.

## La battaglia

### Prima della battaglia
Annibale, spogliata la pianura di ricchezze e provviste, decise di lasciarla, scegliendo di svernare altrove. Al contrario, Fabio, che aveva linee di rifornimento sicure, poteva permettersi il lusso di aspettare fino alla scadenza del suo mandato come dittatore o all'attacco dei Cartaginesi. I Romani, guidati da Fabio, si rifiutarono comunque di attaccarlo a prescindere dalle sue provocazioni.  Annibale, d'altra parte, non aveva la minima intenzione di assaltare frontalmente gli accampamenti romani, situati sulle alture, e andare incontro a gravi perdite. Giacché entrambi i comandanti cercavano di combattere in condizioni a loro favorevoli, la situazione di stallo proseguì. L'esercito cartaginese si spostò a est verso il passo del monte Callicula, attraverso il quale erano passati poco tempo prima. Fabio, prevedendo la cosa, aveva bloccato il passo con 4 000 soldati e si era accampato su una collina adiacente con l'armata principale. Minucio si unì quindi a questo esercito con il suo contingente.

### Preparativi cartaginesi
Annibale si preparò meticolosamente per sfuggire all'accerchiamento, sebbene rigettando l'idea di una battaglia campale, come auspicato dai Romani. Il giorno precedente alla battaglia fece preparare una cena abbondante per i suoi soldati e fece mantenere i fuochi dell'accampamento accesi. Fece preparare 2 000 buoi dalle mandrie catturate, insieme a 2 000 accampatori per guidare il bestiame e 2 000 fanti leggeri per proteggere l'intero convoglio. Legna secca e fascine furono legate alle corna dei buoi. Asdrubale (lo stesso che guiderà la cavalleria cartaginese a Canne), in qualità di quartier mastro e di ufficiale dell'esercito assegnato ai rifornimenti, supervisionò l'intera operazione. Una volta terminati i preparativi, questo gruppo doveva dirigersi verso il passo sorvegliato da 4 000 romani. Il loro obiettivo non doveva essere lo scontro con i Romani o la conquista del passo. Ai piedi del monte Callicula, a nord-ovest del passo attraverso il quale erano entrati in pianura e ad est dell'accampamento di Fabio, vi era una collina. La fanteria leggera cartaginese doveva catturare e mantenere quella posizione. Appiano riporta che Annibale fece giustiziare 5 000 prigionieri prima della marcia, in modo che non vi fossero imprevisti. Tali eventi non sono riportati né da Tito Livio né da Polibio. 

### Operazioni notturne

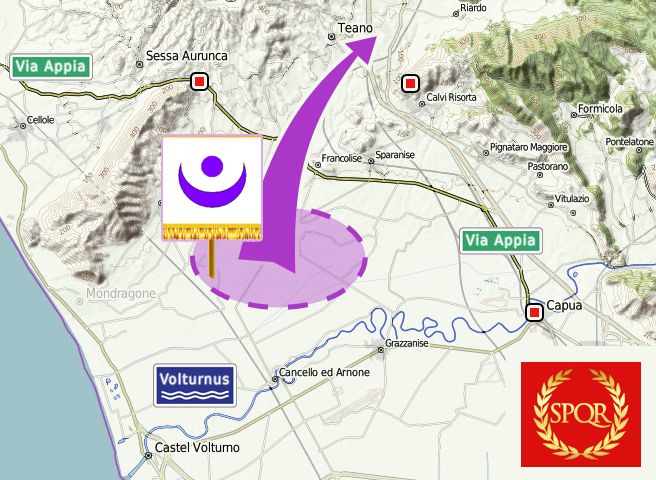
Uscita di Annibale dall'Ager Falernus

All'ora stabilita, dopo che un terzo della notte era trascorso, l'esercito cartaginese lasciò l'accampamento e si mise in marcia, il più silenziosamente possibile. Il gruppo scelto con i buoi marciava verso la collina e, quando furono ai suoi piedi, i legni legati alle corna vennero incendiati dai civili ausiliari che accompagnavano l'esercito. I buoi, terrorizzati, iniziarono a fuggire e si precipitarono lungo i pendii della collina, creando l'illusione di migliaia di torce che si muovevano verso la montagna. Le luci e i suoni  attirarono l'attenzione dei Romani nell'accampamento di Fabio, così come del distaccamento romano a guardia del passo. Le varie forze romane reagirono in modo differente.
Fabio rifiutò di spostarsi dal suo accampamento nonostante le suppliche dei suoi ufficiali e di Minucio. L'esercito romano si preparò e prese le armi ma non si mosse dall'accampamento. Fabio non voleva combattere una battaglia notturna, temendo che fosse un tranello per trascinare i Romani in una battaglia su un terreno accidentato e irregolare, dove la fanteria romana avrebbe perso il suo vantaggio, siccome il loro schieramento non era adatto a tali condizioni e le linee di comunicazione sarebbero state ostacolate. Inoltre, Annibale aveva già distrutto due eserciti romani alla Trebbia ed al Trasimeno con dei metodi simili e Fabio non voleva essere il comandante del terzo. 
Le forze romane di stanza al passo, senza Fabio a mantenerle sul posto, abbandonarono le loro postazioni per attaccare quello che pensavano essere il principale esercito cartaginese che cercava di aggirarli e fuggire attraverso la collina. Non appena allontanatesi le guardie dalla base del passo, l'esercito di Annibale si mosse, con la fanteria africana in testa; cavalleria, convoglio dei bagagli e le mandrie di bestiame allineate al centro;  i Galli e la fanteria iberica a guardia delle retrovie. Quindi, l'esercito cartaginese attraversò indisturbato il passo, silenziosamente. Le forze romane che attaccarono la sella rimasero sconcertate quando si resero conto della reale causa delle luci e del frastuono. Mentre il bestiame, scatenato a causa del fuoco, rompeva la coesione della formazione delle guardie, la fanteria leggera cartaginese tese loro un'imboscata e ne seguì una mischia selvaggia. Quando giunse l'alba, un gruppo di fanti iberici fu visto scalare le pareti della sella per unirsi alla scaramuccia in corso. Gli Iberi, essendo esperti nella guerra di montagna, ingaggiarono i soldati romani ormai dispersi e uccisero 1 000 di loro, riuscendo a salvare i civili ausiliari al seguito dei cartaginesi, la guardia di fanteria leggera e parte del bestiame ben prima che il corpo principale dell'esercito romano potesse intervenire.

## Conseguenze
L'immagine pubblica di Fabio risentì dell'esito della battaglia, a causa del crescente malcontento per la sua strategia, ritenuta poco coraggiosa e molto dispendiosa in termini economici. Annibale, dopo essere sfuggito alla trappola in cui era caduto, marciò a est verso la Puglia, devastando a suo piacimento i possedimenti romani. Fabio lo seguì cautamente mantenendo la strategia adottata fino a quel momento. Pare che Fabio avesse ordinato che le città lungo il percorso di Annibale fossero bruciate e che i raccolti fossero distrutti. L'esercito cartaginese, non potendo contare su una linea di approvvigionamenti stabile e sicura, doveva vivere con le risorse del territorio mentre Fabio, con la strategia della terra bruciata, puntava a ostacolare il più possibile i suoi nemici. Sebbene questa prudente tattica fosse molto efficace, finì con lo sfinire la pazienza dei Romani, stanchi di non vedere un risultato concreto. Annibale marciò verso est attraverso il Sannio, verso la Puglia, e scelse la città di Geronio come base dove svernare.

### Analisi
La battaglia stessa era di dimensioni più ridotte rispetto alla battaglia del Ticino. Benché Fabio non sia stato caduto nelle trappole tese da Annibale, lo stesso non si può dire delle sue forze poste a guardia del valico. Leonard Cottrell, nel suo libro Hannibal: Enemy of Rome, scrisse che il trucco escogitato da Annibale era stato progettato per essere riconosciuto da Fabio come tale. Il cartaginese  aveva studiato il modo in cui Fabio operava e aveva formulato un piano per far sì che i Romani si muovessero come a lui faceva comodo. Fabio riteneva che Annibale stesse cercando di trascinarlo in una battaglia notturna su un terreno accidentato e irregolare, dove la fanteria romana avrebbe perso completamente i suoi punti di forza, disciplina e coesione, poiché le loro formazioni da battaglia sarebbero state ostacolate dalla geografia del luogo. Inoltre, poiché era stato Annibale a forzare il luogo e l'ora dello scontro, avrebbe potuto riservare altre sorprese per ottenere ulteriori vantaggi sui Romani. Fabio, prevedibilmente, fece quello che Annibale si aspettava: niente. I Romani a guardia del passo, senza Fabio a frenarli, pensavano di attenersi ai loro compiti, impedendo la fuga dell'esercito punico. Ancora una volta, agirono come Annibale aveva previsto, e i Cartaginesi approfittarono delle loro azioni per fuggire.
Si potrebbe dire che entrambi i generali abbiano seguito fedelmente una delle osservazioni di Sun Tzu: "Una battaglia evitata non può essere persa". Infatti, inizialmente fu Fabio a rifiutarsi di concedere battaglia ad Annibale, conscio della superiorità del suo esercito, e poi fu Annibale a rifiutarsi di attaccare le ben protette formazioni romane. Nei suoi libri Strategy e Great Captains Unveiled, B. H. Liddell Hart ha osservato come i generali di successo normalmente comprendano il concetto di economia della forza e il valore dell'approccio indiretto, e anche le implicazioni di un'altra osservazione di Sun Tzu: "Conosci il tuo nemico e conosci te stesso, e la vittoria sarà tua". Annibale ha dimostrato tutti questi fattori nel pianificare, realizzare e orchestrare questo piccolo ma significativo episodio. Un'operazione notturna è sempre pericolosa e richiede una certa disciplina e controllo amministrativo, cosa che i Cartaginesi dimostrarono di avere.